# 윤상기
윤상기(尹相基, 1954년 11월 17일~)은 대한민국의 정치인이다. 제43·44대 경상남도 하동군수이다.

## 학력
- 1962 ~ 1968 하동초등학교 졸업
- 1968 ~ 1971 하동고등학교 병설중학교 졸업
- 1971 ~ 1972 하동종합고등학교
- 1973 ~ 1976 진주농림고등전문학교 축산학과 졸업

## 경력
- 1975.07 ~ 1981.06 남해군청
- 1981.07 ~ 1985.12 김해시청
- 1985.12 ~ 1991.09 경상남도청
- 1999.08 ~ 1999.09 경상남도청 치수재난상황실장
- 1999.09 ~ 2003.02 김해시청 공보감사담당관
- 2003.02 ~ 2005.02 김해시청 총무과장
- 2005.02 ~ 2006.11 김해시청 환경복지국 국장
- 2006.11 ~ 2007.06 김해시청 경제환경국 국장
- 2009.07 ~ 2010.03 경상남도청 공보관
- 2010.03 ~ 2010.12 경상남도 합천군 부군수
- 2011.01 ~ 2012.01 경상남도 하동군 부군수
- 2012.01 ~ 2013.01 경상남도청 문화체육관광국 국장
- 2013.02 ~ 2013.12 경상남도 진주시 부시장
- 2014.07 ~ 2022.06 제43·44대 민선 6·7기 경상남도 하동군수(재선, 자유한국당)
- 2018.01 ~ 2019.12 제2대 남해안남중권발전협의회 공동부회장
- 2020.08 ~ 2022.07 제6대 남해안남중권발전협의회 회장

## 수상
- 2020년 제1회 대한민국 헌정대상

## 역대 선거 결과
|  | 24.73% |

|  | 51.89% |

| 전임 조유행 | 제43·44대 경상남도 하동군수 2014년 7월 1일 ~ 2022년 6월 30일 | 후임 하승철 |